# 吉澤夏子
吉澤 夏子（よしざわ なつこ、1955年 - ）は、日本の社会学者。立教大学教授。父親は哲学者の吉沢伝三郎。

## 来歴
東京都文京区生まれ。女子学院中学校・高等学校卒業。1978年慶應義塾大学文学部社会・心理・教育学科卒業。1983年慶應義塾大学大学院社会学研究科博士課程単位取得退学。1994年日本女子大学人間社会学部講師に就任、助教授、教授、アメリカ合衆国・カリフォルニア大学サンディエゴ校客員研究員等を経て、2007年立教大学社会学部教授。

## 著書
- 『フェミニズムの困難 どういう社会が平等な社会か』勁草書房 1993
- 『女であることの希望 ラディカル・フェミニズムの向こう側』勁草書房 1997
- 『世界の儚さの社会学 シュッツからルーマンへ』勁草書房 2002
- 『「個人的なもの」と想像力』勁草書房、2012

## 共編
- 『差異のエチカ』熊野純彦 ナカニシヤ出版 2004

## 論文
- Cinii